# 石川県道207号倉谷土清水線
石川県道207号倉谷土清水線（いしかわけんどう207ごう くらたにつちしみずせん）は金沢市山間部の犀川と並行して走る一般県道（石川県道）である。

## 概要
- 起点：石川県金沢市二又新町リ10番1地先（＝犀川ダム前）
- 終点：石川県金沢市土清水三丁目242番1地先（＝土清水交差点・石川県道10号金沢湯涌福光線交点、石川県道114号小原土清水線終点）

犀川ダムから犀川渓谷の右岸に沿って、金沢市寺津町、駒帰町、瀬領町などを抜け、金沢学院大学がある末町を通る。永安町交差点にて小立野台地の方へのぼり、終点の土清水交差点に至る。

## 歴史
- 1960年（昭和35年）10月15日：当時の金沢市倉谷町を起点に、路線認定。
- 犀川ダム工事により倉谷町が廃町となったため、起点を倉谷町から同市二又新町（現在地）に移動。

## 冬期閉鎖区間
- 金沢市二又新町（犀川ダム前） - 同市寺津町（上寺津ダム前） 6.8km
  - 概ね12月上旬から翌年3月下旬まで閉鎖される。同区間内には民家が存在しないため、当県道と接する金沢市寺津町の集落末端の民家の先から実質的な冬期閉鎖区間となる。

## 接続道路
- 広域基幹林道犀鶴線（金沢市駒帰町）
- 石川県道114号小原土清水線（金沢市末町・末駐在所前交差点）
- 石川県道10号金沢湯涌福光線（金沢市土清水3丁目・土清水交差点：終点）

## 周辺施設
- 犀川ダム
- 上寺津ダム
- 辰巳ダム　※建設中
- 北陸電力 石川総合制御所 加賀変電所
- 金沢市立犀川小学校
- 金沢市立犀生中学校
- 金沢市企業局末浄水場
- 金沢学院大学
- 金沢学院短期大学
- 金沢学院東高等学校
- 北陸鉄道東部支所
  - 北鉄金沢バス北部営業所東部駐在
- 石川県立金沢辰巳丘高等学校
- 犀川峡温泉
- 金沢市企業局犀川浄水場

## 重複区間
- 石川県道114号小原土清水線（金沢市末町・末駐在所前交差点 - 同市土清水町・土清水交差点）